# کانن (شرکت)
کانُن (به ژاپنی: キヤノン株式会社) شرکت صنایع الکترونیکی و تجهیزات پزشکی چندملیتی ژاپنی است، که در طراحی، توسعهٔ فناوری و تولید انواع دوربین‌ها و تجهیزات جانبی عکاسی و تصویربرداری تخصص دارد.
ستاد مرکزی شرکت کانن در توکیو، ژاپن قرار دارد و محصولات این شرکت شامل دوربین عکاسی، دستگاه‌های فتوکپی و چاپگرهای رایانه، دوربین‌های دیجیتال و ویدئویی، دوربین‌های تک‌لنزی بازتابی و پویشگر می‌باشد. بر اساس واپسین فهرست مجلهٔ فورچون نام شرکت کانن در ردیف ۳۸۰ از ۵۰۰ شرکت برتر جهان قرار دارد.
شرکت کانن در سال ۱۹۳۳ توسط «یوشیداگورو» و «اوچیدا سابورو» تأسیس شد. شرح تاریخچه کانن بدون ذکر نام «لابراتوار پریسیژن اپتیکال اینسترومنت» که کانن از آن منشعب شده کامل نیست. این لابراتوار را دوست صمیمی اوچیدا به نام «تاکشی میتارایی» تأسیس کرد. هدف از تأسیس این لابراتوار، پژوهش دربارهٔ توسعه دوربین‌های باکیفیت بود. در سال ۱۹۳۴ آن‌ها نخستین دوربین خود را به نام «کوآنن» به بازار عرضه کردند. در اواخر همین سال، نام این شرکت و تولیدات آن به کانن تغییر پیدا کرد.
کانن نخستین شرکتی است که دوربین‌های خود را با لنزهای لایکا به بازار عرضه کرد. شرکت کانن نخست از لنزهای ساخت شرکت نیکون در محصولات خود استفاده می‌کرد، اما پس از مدتی اقدام به ساخت لنزهایی با نام تجاری «سرنار» کرد.
به رغم آن که دوربین‌ها و چاپگرهای رایانه‌ای کانن بازار مصرف را در دست دارند، بیشتر درآمد این شرکت از دستگاه‌های فتوکپی آنالوگ و دیجیتال تأمین می‌شود. شرکت کانن در همکاری با شرکت توشیبا به تولید تلویزیون‌های صفحه تخت، گونه جدید فناوری نمایشگرهای تلویزیون مبادرت نموده‌است.

## تاریخچه

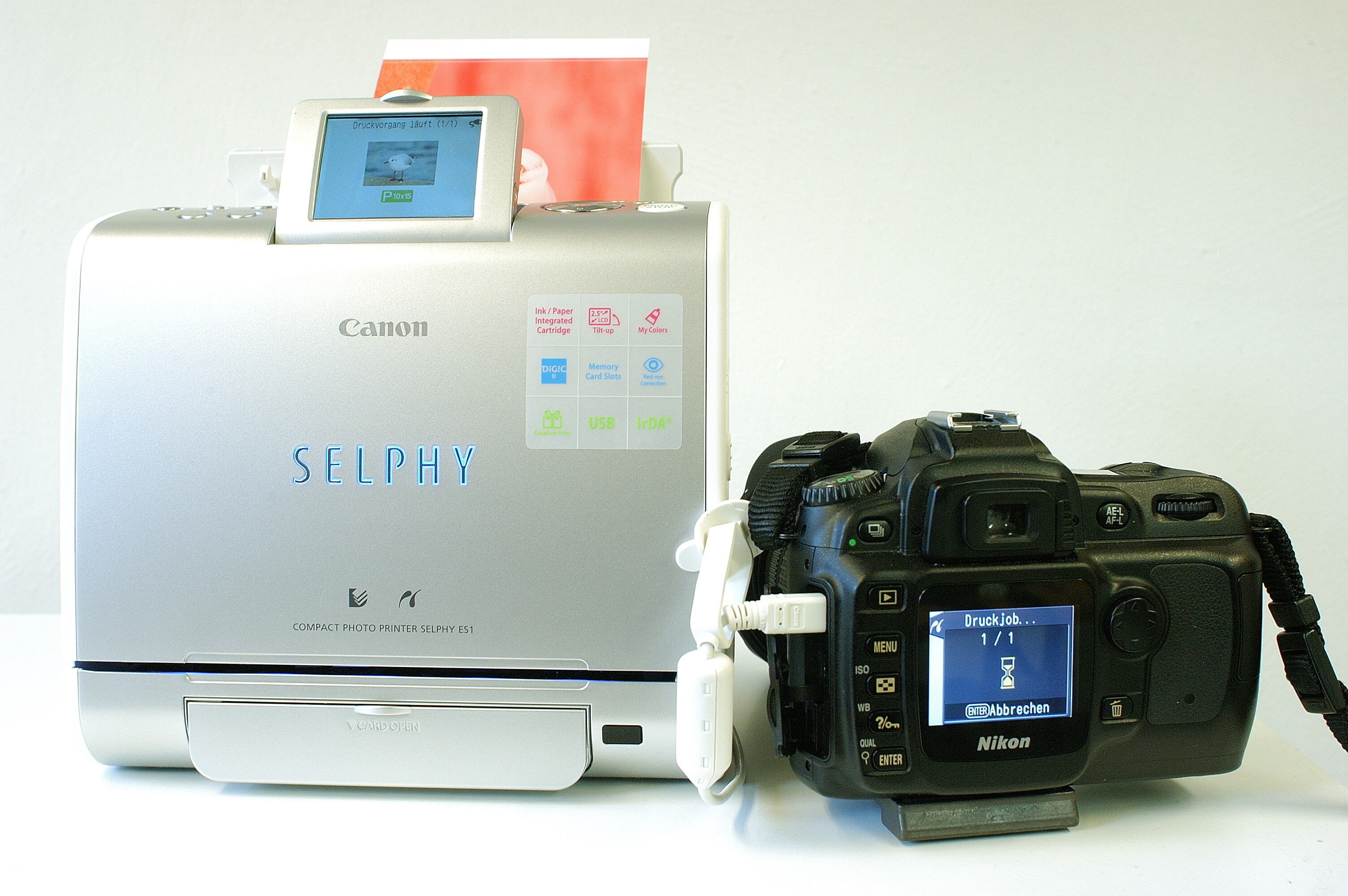
Canon Selphy ES1

شرکت کانن که در اوایل سال ۱۹۳۳ با نام "kawnon" به عنوان نخستین گام خود در عرصه کسب و کار قدم گذاشت، از آن زمان با داستانی پراز افتخار و توفیقات، به عنوان یکی از نامآورترین شرکت‌های جهان شناخته شده است.
آغاز موفق این سفر با تمرکز بر روی اپتیک‌ها، نه تنها شناخته شد، بلکه به عنوان نمادی از کیفیت و نوآوری در عالم عکاسی و اپتیک شناخته می‌شود.
در دهه‌های پسین، "کانن" تنوع محصولات خود را گسترش داده و به تولید دوربین‌های عکاسی نیز پرداخته است. این گام اساسی، "کانن" را به یکی از بزرگترین و ارجمندترین شرکت‌های تولید دوربین در سطح جهان تبدیل کرده است.
سفر پرشور کانن در دنیای تکنولوژی ادامه یافته و این شرکت به عنوان یک رهبر و پیشرو در زمینه‌های متعددی از جمله آوردن ویدئو به دوربین‌های عکاسی و همگام‌سازی فلاش، بازنگری شده است.
۱۹۵۴ تأسیس شرکت «چیچیبو ایکوشا» - تولید هدهای مغناطیسی
۱۹۵۸ تولید Exposure meter برای دوربین عکاسی
۱۹۶۴ نام شرکت به Canon تغییر پیدا کرد
۱۹۷۵ تولید شاتر و قطعات اصلی دوربین AE-1
۱۹۷۶ ورود به عرصه تولید چاپگر و ماشین حساب
۱۹۷۹ تولید فلاپی‌دیسک
۱۹۸۱ عرضه سهام شرکت به دسته دوم بورس توکیو
۱۹۸۴ گشایش کارخانه میساتو
۱۹۸۵ تولید تجهیزات ماکرو
۱۹۸۸ تولید چاپگرهای لیزری
۱۹۸۹ افتتاح خط تولید کانن الکترونیک در مالزی
۱۹۹۰ تولید سامانه بایگانی و ذخیره الکترونیکی
۱۹۹۶ افتتاح کارخانه کرانتان در مالزی
۱۹۹۸ توزیع سهام شرکت کانن در بورس دسته یک کالای توکیو
۱۹۹۹ افتتاح کارخانه آکاگی - افتتاح دفتر اصلی شرکت در شیبائورا

## بخشی از تولیدات موفق این شرکت

### در ردهفول فریم
کانن ئی‌اواس ۵دی
کانن ئی‌اواس ۵دی مارک ۲
کانن ئی‌اواس ۵دی مارک ۳
کانن ئی‌اواس ۵دی مارک ۴

## در ردهAPS-C
کانن ئی‌اواس ۳۰۰دی
کانن ئی‌اواس ۳۵۰دی
کانن ئی‌اواس ۴۰۰دی (در ژاپن با نام به انگلیسی: EOS Kiss Digital X و درآمریکا با نام به انگلیسی: Rebel XTi)
کانن ئی‌اواس ۴۵۰دی
کانن ئی‌اواس ۷ دی (محبوب بین خبرنگاران)
کانن ئی‌اواس ۵۰۰دی (در ژاپن با نام Kiss X3 و در آمریکا با نام Rebel T1i شناخته می‌شود)، (کانن ئی او اس ۷۵۰ دی)در آمریکا به‌عنوان RebelT6i شناخته می‌شود و معروف به قهرمان اتوفوکوس جهان لقب دارد.

## سازمان خدمات حرفه‌ای
سازمان خدمات حرفه‌ای کانن (CPS)، سازمانی است که به جهت ارائه خدمات به عکاسان حرفه‌ای جهان در رویدادهای معتبر خبری و ورزشی ایجاد شده است. این سازمان جدیدترین تجهیزات عکاسی را در اختیار عکاسان رسمی و تأییدشده در رویدادهایی همچون مسابقات المپیک، جام جهانی فوتبال، مسابقات فرمول یک، مراسم اسکار و غیره جهت پوشش خبری و تصویری آن رویداد می گذارد و همچنین خدمات تمیزکاری و تعمیرات جزئی دوربین آنان را در حاشیه آن رویداد انجام می‌دهد.

## رده‌بندی محصولات

### دوربین‌های دیجیتال و تجهیزات عکاسی و فیلمبرداری
دوربین‌های دیجیتال کانن در دو رده کلی دسته‌بندی می‌شوند:
- دوربین‌های DSLR این شرکت که با نام اختصاری EOS شناخته می‌شوند
- دوربین‌های خانگی و استفاده عمومی که با نام تجاری PowerShot در ابتدای نام آن‌ها شناخته شده هستند.